# Edward Sabine
Edward Sabine KCB FRS (Dublín, 14 de octubre de 1788 – East Sheen, en Surrey, 26 de junio de 1883) fue un astrónomo, geofísico, botánico, ornitólogo y explorador irlandés. Fue el 29.º presidente de la Royal Society (1861-71).
Dos ramas del trabajo de Sabine, en particular, merecen un reconocimiento muy alto: la determinación de la longitud del péndulo de segundos (un péndulo simple cuyo período sobre la superficie de la Tierra es de dos segundos, es decir, un segundo en cada dirección), y los amplios estudios relacionados con el campo magnético terrestre. Encabezó los esfuerzos para establecer un sistema de observatorios magnéticos en diversas partes del territorio británico por todo el mundo y una gran parte de su vida se dedicó a su dirección y la discusión de sus observaciones.
Aunque la mayoría de sus investigaciones tienen que ver con uno u otro de los temas mencionados, también se ocupó de la investigación en otros temas muy diversos, tales como las aves de Groenlandia —la gaviota de Sabine, Xema sabini, lleva su nombre—, las temperaturas del océano, la corriente del Golfo, la medición barométrica de la altura, la determinación de los arcos del meridiano, el transporte de rocas de los glaciares, los volcanes de las islas de Hawái y varios cuestiones relacionadas con la meteorología.

## Biografía

### Primeros años
Era el quinto hijo de Joseph Sabine, miembro de una prominente familia anglo-irlandesa cuyas conexiones con Irlanda se remontaban al siglo XVII, y el noveno hijo de Sarah Hunt, su madre, que murió cuando él tenía apenas un mes de edad. Era uno de los hermanos pequeños de Joseph Sabine (1770-1837), que será un conocido abogado y naturalista. Edward fue educado en Marlow y en la Real Academia Militar de Woolwich. En 1803 obtuvo un puesto como 2.º teniente en la Real Artillería (Royal Artillery), llegando a convertirse en capitán diez años después. Alcanzó el grado de mayor general (major-general ) en 1859.
Sabine estuvo destinado en Gibraltar durante la Guerra de la Independencia Española, pero su primera experiencia de combate fue en la Guerra de 1812 contra los Estados Unidos. En mayo de 1813 mientras se dirigía a Canadá, el barco inglés Manchester fue atacado por un corsario americano. En la subsiguiente batalla, Sabine, que era el astrónomo del Manchester, manejó al parecer un arma de fuego «con buenos resultados» (to good effect).
En Canadá, Sabine mandó las baterías en el sitio de Fort Erie. Después de un corto período de servicio militar en Quebec, volvió a Inglaterra y dedicó el resto de su larga vida a investigaciones, más pacíficas, relacionadas con la astronomía, el magnetismo terrestre y la geografía física.

### Las expediciones científicas

#### La expedición de Ross
Sabine fue elegido miembro de la Royal Society en 1818, y gracias a las recomendaciones de la sociedad fue invitado a participar ese año en la primera expedición al Ártico organizada por el Almirantazgo y liderada por el capitán John Ross. Nombrado como astrónomo de la expedición, Sabine tenía por misión ayudar a Ross «realizando cuantas observaciones tiendan a la mejora de la geografía y la navegación y el avance de la ciencia en general» (in making such observations as may tend to the improvement of geography and navigation, and the advancement of science in general.).
Aunque la finalidad principal del viaje era encontrar el Paso del Noroeste, varios objetos de curiosidad científica se consideraban dignos de investigación, como la ubicación del polo Norte magnético de la Tierra y el comportamiento de los péndulos en latitudes altas.
Ross, al mando del HMS Isabelle y el HMS Alexander, penetró en la bahía de Baffin y procedió al reconocimiento completo de sus costas. En agosto llegaron a Lancaster Sound y siguieron al norte, delimitando la bahía Melville, en la parte más septentrional, hasta ese momento desconocida por el Almirantazgo. Llegaron hasta el Smith Sound (la boca del estrecho de Nares), pero no siguieron más allá, al confundir Ross un espejismo o una cadena de icebergs con unas montañas en el extremo del estrecho que lo bloqueaban, llegando incluso a bautizarlas como «Crocker Hills». Ross decidió, a una latitud de 76.º46'N volver a Inglaterra a pesar de las protestas de varios de sus oficiales, entre ellos Sabine y William Edward Parry, segundo al mando de Ross (que declaró «que los intentos del descubrimiento Polar habían sido abandonados justo en el momento en que había más posibilidades de éxito»).
Oponiéndose a la retirada precipitada de Ross, Sabine recordó más tarde su «muy visible mortificación por haber llegado a un lugar que consideraba como los más interesantes del mundo para las observaciones magnéticas, y donde mis expectativas se planteaban al más alto grado, sin haber tenido ni una oportunidad de hacerlas.»
Para empeorar las cosas, cuando llegaron a casa estalló una batalla pública entre ambos. Sabine se opuso cuando Ross reclamó el crédito por algunas de las observaciones magnéticas y también acusó a Ross de robar sus mediciones magnéticas, sin darle el debido crédito, y de negarse a permitir que tuviera suficiente tiempo en la expedición para tomar unas lecturas precisas.
Los resultados de las investigaciones magnéticas de Sabine fueron publicados en las Philosophical Transactions de la Royal Society. A pesar de que consideraba su trabajo como una confirmación y ampliación de los descubrimientos de las primeros «coleccionistas magnéticos» (magnetic collectors), subrayó la necesidad de multiplicar y repetir las observaciones. Sabine era un científico diligente y cuidadoso que generalmente evitaba la discusión teórica en sus escritos, en la creencia de que la verdadera comprensión del magnetismo terrestre solo llegaría después de realizar exhaustivas observaciones a una escala global.
El relato de este viaje, publicado un año más tarde, sacó a la luz estas discrepancias y dio pie a una controversia acerca de la existencia o no de las «Crocker Hills», que arruinó la reputación de Ross.

#### La expedición de Parry

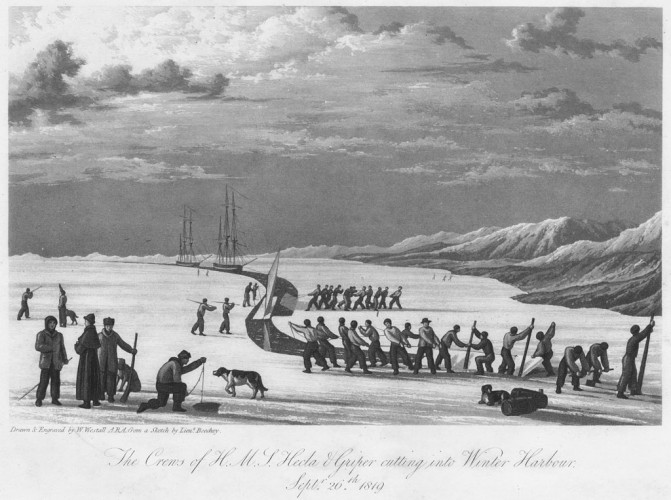
The Crews of H.M.S. Hecla & Griper Cutting Into Winter Harbour, Sept. 26th, 1819 [Las tripulaciones de H.M.S. Hecla & Griper cortando el hielo en Puerto Invierno, 26 de septiembre de 1819]. Apunte de Frederick William Beechey.

Al año siguiente (1819), Sabine regresó al Ártico como miembro de una nueva expedición, esta vez al mando del teniente-comandante William Edward Parry, de nuevo en busca del Paso del Noroeste. El Almirantazgo instruyó nuevamente a los participantes para recoger datos científicos, que «deben demostrar ser más valiosas e interesantes a la ciencia de nuestro país». Debían prestar especial atención a las mediciones magnéticas, sobre todo las posibles interacciones entre las agujas magnéticas, la electricidad atmosférica y la aurora boreal. También debían de tratar de establecer la ubicación del Polo Norte magnético de la Tierra, que entonces se creía debía de estar en algún lugar a lo largo de la costa occidental de la bahía de Baffin.
Parry partió con el HMS Hecla y el HMS Griper, al mando del teniente Liddon, con la orden expresa del Almirantazgo de explorar el Lancaster Sound para determinar si estaba o no cerrado por montañas. Partieron de Inglaterra el 4 de mayo de 1819 y el 4 de agosto llegaron al estrecho de Lancaster, que libre de hielo y sin montañas que lo cerraran, les permitió avanzar hasta los 74.º16'N. En ese momento tuvieron un problema de navegación no conocido hasta entonces, motivado por la proximidad del polo norte magnético que hacia imposible el uso de la brújula. Debieron orientarse mediante navegación celeste, y, en los días en que el cielo no estaba despejado, solamente auxiliados por la dirección de los cambiantes vientos. Siguieron internándose en aguas del Lancaster Sound, dejando al norte la isla Devon y al sur la isla de Baffin, hasta llegar al estrecho del Príncipe Regente, al que dieron nombre. Se internaron en el estrecho pero el hielo les obligó a dar la vuelta, de regreso al Lancaster Sound, prosiguiendo de nuevo su viaje al oeste, teniendo la costa meridional de Isla Devon siempre al norte, y adentrándose en el estrecho de Barrow. Siguieron navegando bordeando las costas meridionales de isla Cornwallis e isla Melville, hasta alcanzar el meridiano 110.º W, en que la tripulación ganó la prima de 5.000 libras que otorgaba el Almirantazgo a quien la sobrepasara, tras haber recorrido en un solo mes la increíble distancia de 800 km por tierras desconocidas (ese nuevo récord de navegación «más al oeste» (furthest west), que se mantuvo durante varias décadas). Siguieron hacia el oeste, libre de iceberg y con témpanos relativamente delgados, hasta que al avistar al sur las costas meridionales de isla de Banks, los témpanos del mar de Beaufort acumulados en el estrecho entre las islas de Banks y Melville hicieron imposible el avance. Recorrieron un total de unos 1100 km avanzando siempre al oeste, en lo que es el principal tramo del que será conocido como Paso del Noroeste.
Invernaron en Port-Winter, en la isla Melville, en la primera invernada realizada con éxito en el alto Ártico, y Parry mantuvo a ambas tripulaciones muy ocupadas, para no quedar abatidos con la larga noche invernal, con el mantenimiento de los barcos, el desarrollo de técnicas de supervivencia, la toma observaciones meteorológicas y magnéticos y las actividades de ocio. Beechey se ocupó de producir varias obras de teatro, siendo presentada la primera el 5 de noviembre, con el título de «Miss in her teens», y Sabine, a bordo del Hecla, de editar un periódico semanal, el North Georgia Gazette, and Winter Chronicle [Gaceta del Norte de Georgia y Crónica de Invierno], en el que colaboraban muchos de los tripulantes. Tuvo veintiún números y debido a la demanda del público, fue realmente publicada a su regreso a Gran Bretaña, para sorpresa de Sabine.
En mayo siguiente comenzó a derretirse el hielo reapareciendo la vegetación. Ese junio Parry y once de sus hombres, entre los que se encontraba Sabine, recorrieron a pie isla Melville y llegaron hasta su costa septentrional. El 1.º de agosto los barcos se liberaron y reemprendieron la ruta hacia el oeste, no logrando llegar más allá de 113.º48'22" O, frente al extremo meridional de isla Melville. Descubrieron la isla de Banks al sur, donde avistaron los cabos de Dundas y Beechey, al oeste, pero no lograron atravesar el impenetrable hielo. Parry decidió regresar, convencido de que el paso no se encontraba por esa ruta y que debía de encontrarse al sur de la isla de Baffin. A la vuelta, navegaron a lo largo de la ribera meridional del estrecho de Barrow y el Lancaster Sound, cartografiando la costa norte de la isla de Somerset.
La expedición regresó a Inglaterra, llegando a Peterhead, Escocia, el 30 de octubre de 1820, tras un viaje de un éxito casi sin precedentes en el que se completó más de la mitad del trayecto entre Groenlandia y el estrecho de Bering. En Inglaterra Parry fue honrado públicamente por muchas instituciones, y en febrero de 1821 fue elegido por unanimidad miembro de la Royal Society. La narración de este viaje fue publicada en 1821 con el título Journal of a Voyage to discover a North-west Passage e incluía 26 de los bocetos tomados por Beechey.
Durante esta expedición, Sabine notó que se habían producido cambios en la intensidad magnética desde su anterior visita. Atribuyó tales cambios bien a las fluctuaciones en la intensidad magnética de la Tierra o al cambio de posiciones de los polos magnéticos terrestres. Por su labor en el Ártico Sabine recibió la medalla Copley de la Royal Society en 1821.

### La forma de la Tierra
Sabine volvió su atención a la ciencia de la geodesia, a la que ya había dedicado su atención durante el primero de sus viajes al Ártico y, en particular, a la determinación de la longitud mediante el péndulo de segundos.
Al medir la longitud del péndulo de segundos en diferentes latitudes, esperaba que se pudiese calcular el «aplanamiento» de la Tierra —es decir, el grado en que la figura de la Tierra se alejaba de la esfericidad perfecta. Algunos intentos de hacer esto ya se habían hecho en el siglo XVIII, pero hasta la época de Sabine no se disponía de los instrumentos de precisión necesarios para permitir mediciones suficientemente precisas.
Sabine se lanzó a la tarea con su diligencia habitual. Entre 1821 y 1823 viajó por medio mundo con sus péndulos y llevó a cabo innumerables mediciones en las costas intertropicales de África y las Américas. También volvió al Ártico, viajando por la costa oriental de Groenlandia con el capitán Douglas Charles Clavering en el Griper, el viejo barco de Parry. Las observaciones se realizaron en la isla llamada «Little Pendulum Island», en la latitud 74°30'N, y entre las nieves de Spitsbergen. Posteriormente, en 1869 la expedición Alemana al Polo Norte renombró una pequeña isla que Sabine había bautizado como «Inner Pendulum Island» en su honor como isla Sabine.
Los resultados de sus investigaciones fueron publicados en 1825. Representaban la evaluación más precisa de la figura de la tierra que nunca se habían realizado. No contento con ello, Sabine dirigió más experimentos de péndulo en el decenio de 1820, determinando la longitud relativa del péndulo de segundos en París, Londres, Greenwich y Altona.

### El problema de la longitud
Sabine también estuvo involucrado en el famoso «problema de la longitud», que fue una de las grandes controversias de la época, ya que determinar la longitud mientras se navegaba seguía siendo la principal preocupación en ese momento. Sabine esperaba diseñar un método simple para lograrlo mediante la medición de las variaciones de minutos en el campo magnético terrestre. En el siglo XVIII, Sir Edmund Halley y William Whiston (el sucesor de Newton como profesor en la cátedra Lucas de Cambridge) teorizaron sobre que se podría calcular tanto la latitud y la longitud de cualquier posición en la superficie de la Tierra midiendo la inclinación magnética de la aguja de una brújula.
Pero los cronómetros extraordinariamente precisos de John Harrison estuvieron disponibles ya desde la década de 1820, lo que hacía irrelevante la cuestión de conjunto. En el momento en que Sabine se interesó ese problema ya había sido resuelto, y en 1828 el gobierno británico abolió la Junta de longitud («Board of Longitude»). Como se supo luego, los cambios seculares en el campo magnético hubieran significado que los métodos de Halley y de Whiston no habrían sido posibles.
Pero Sabine hizo una contribución notable al problema de la longitud. En 1825 él y su colega, el astrónomo Sir John Herschel colaboraron con una comisión del gobierno francés para determinar la diferencia exacta de la longitud entre los observatorios de París y Greenwich. Usando cohetes de señales, se encontró una diferencia de 9'21,6", una medida con un error de menos de un segundo de arco.

### Permiso de excedencia y servicio en Irlanda
En 1827, el Arthur Wellesley, I duque de Wellington concedió a Sabine una excedencia general del ejército en el convencimiento de «que era de utilidad para actividades científicas» Sin embargo, su licencia no duró mucho tiempo. La agitación política en Irlanda hizo necesaria una mayor presencia militar en el país, y en 1830 Sabine fue llamado al servicio militar. Permaneció en su tierra natal durante los siguientes siete años, pero no permitió que sus nuevas funciones militares interrumpiesen sus tareas científicas. Continuó sus investigaciones con el péndulo y en 1834 comenzó un estudio sistemático magnético de Irlanda —el primero de su tipo en lo que entonces era el Reino Unido. Se amplió a Escocia en 1836 y a Inglaterra el año siguiente.

### Asesor científico del Almirantazgo
Con la supresión de la Junta de longitud en 1828, se acordó que el Consejo de la Royal Society nombrase tres asesores científicos del Almirantazgo. Sabine, Michael Faraday (1791-1867) y Thomas Young (1773-1829) fueron los elegidos. El nombramiento de Sabine fue atacado violentamente por Charles Babbage (1791-1871), el padre de la computadora (en gran parte a causa de su asociación con la Royal Society, cuyas credenciales científicas Babbage no reconocía) en un panfleto titulado Reflections on the Decline of Science in England, and on Some of its Causes [Reflexiones sobre la decadencia de la ciencia en Inglaterra, y algunas de sus causas]. Sabine, sin embargo, se negó a ser arrastrado a la controversia.

### La cruzada magnética
Durante esas décadas, la Marina Real y la Royal Society dedicaron gran parte de sus esfuerzos a los problemas de la variación magnética, de tal modo que el magnetismo llegó a ser visto como una ciencia británica eminentemente. Hubo gran interés en averiguar lo que muchos llamaban «el gran misterio físico restante desde el trabajo de Newton sobre la gravitación». A principios del siglo XIX, se reconoció ampliamente que el campo magnético de la Tierra estaba cambiando continuamente con el tiempo de una manera complicada que interfería las lecturas de la brújula. Era un misterio que algunos científicos creían que podría estar asociado con los patrones climáticos.
Para resolver este misterio de una vez por todas, un número de físicos recomendaron que se llevará a cabo un estudio magnético de todo el planeta. Sabine fue uno de los instigadores de esta «cruzada magnética» y solicitó al Gobierno establecer observatorios magnéticos en todo el imperio. También reclutó a muchos discípulos para la causa, en particular a James Clark Ross, un sobrino de Sir John, al explorador alemán Alexander von Humboldt y al astrónomo George Airy.
Para trabajar en los detalles se creó un comité, del que Sabine era un miembro destacado. Se seleccionaron en ambos hemisferios los lugares adecuados para los observatorios y se hicieron las previsiones para el envío de una expedición al océano Austral para llevar a cabo un estudio magnético de la Antártida. En la primavera de 1839, el Gobierno aprobó el plan. Se establecieron observatorios en Toronto, Santa Elena, Ciudad del Cabo y Tasmania y en varias estaciones que serían determinadas por la Compañía Británica de las Indias Orientales, mientras que invitaron a otros países a participar. Sabine fue designado para supervisar toda la operación.
La mayoría de estos observatorios tenían un tamaño limitado y se desmantelaron tan pronto como el estudio inicial se completó, pero el fundado por Sabine en Toronto en 1840 todavía existe. Originalmente construido en un modesto edificio de la recién creada Universidad de Toronto, fue bautizado como Observatorio Meteorológico y Magnético de Toronto. Fue la primera institución científica de ese país. El lugar de nacimiento de la astronomía canadiense era un edificio sencillo ensamblado con clavos de cobre y cierres de latón. Se utilizaron materiales no magnéticos para evitar el problema de la «atracción local». Se construyó una segunda sala para albergar un telescopio, que se utilizaba para hacer lecturas precisas del tiempo basadas en el movimiento del Sol y las estrellas. El moderno observatorio de piedra fue erigido en 1855.
En aquellos días, no había manera de tomar lecturas continuas y todo tenía que hacerse a mano. El personal tomó miles de minuciosas observaciones, a veces tan frecuentemente como ¡cada cinco minutos! Estas observaciones fueron cuidadosamente examinadas por Sabine de vuelta en Gran Bretaña.
En 1852, Sabine reconoció, del estudio de los registros de Toronto, que las variaciones magnéticas se puede dividir en un ciclo diurno regular y una parte irregular. La irregularidad estaba relacionada muy estrechamente con las fluctuaciones en el número de manchas solares, cuya naturaleza cíclica había sido descubierta en 1844 por el astrónomo aficionado alemán Heinrich Schwabe. Sabine fue el primero en reconocer que las perturbaciones solares afectaban al entorno magnético de la Tierra. El 6 de abril de 1852 anunció que el ciclo de 11 años de las manchas solares era «absolutamente idéntico» (absolutely identical) a los ciclos geomagnéticos de 11 años.
Al año siguiente, Sabine hizo también una correlación similar con la Luna, estableciendo que el cuerpo celeste también tenía influencia sobre el campo magnético terrestre. Llegó a la conclusión de que la Luna debía de tener un campo magnético significativo propio que causaría tal efecto. Pero por una vez se equivocó: el efecto es, en realidad, el resultado de las mareas gravitacionales en la ionosfera. (Sin embargo, un cráter de la Luna ha sido nombrado en su honor.)
A lo largo de los años 1840 y 1850, Sabine continuó supervisando el funcionamiento de los observatorios magnéticos en todo el Imperio Británico. El resultado fue la obra maestra de Sabine: como realizar una campaña de reconocimientos magnéticos del planeta tan exhaustiva como fuese humanamente posible.

### Últimos años
A lo largo de su larga vida, Edward Sabine recibió numerosas condecoraciones por sus contribuciones a la ciencia. En 1849, la Royal Society le concedió una de sus medallas de oro por su trabajo sobre el magnetismo terrestre. Sabine fue presidente de la Sociedad desde 1861 hasta su renuncia diez años después. Fue miembro de la Comisión Real de 1868-69 para la estandarización de pesos y medidas. Tanto las universidades de Oxford como Cambridge le otorgaron un doctorado honoris causa. Fue miembro de la «Sociedad Linneana» (Linnean Society) y de la «Sociedad Real Astronómica» (Royal Astronomical Society) y presidente de la «Asociación Británica para el Avance de la Ciencia» (British Association for the Advancement of Science).
Fue nombrado caballero en 1869, convirtiéndose en caballero comendador de la Orden del Baño. Se retiró del ejército con sueldo completo en 1877, momento en que había alcanzado el rango de general.
En 1879 murió Elizabeth Leeves, la esposa de Sabine. Una mujer con nombre propio, que había ayudado a su marido en sus actividades científicas desde hacía más de medio siglo. Su traducción en cuatro volúmenes de Kosmos, el monumental libro de texto de geofísica de Alexander von Humboldt, se publicó entre los años 1849-1858.
Sir Edward Sabine murió en East Sheen, Surrey, el 26 de junio de 1883, a la edad de 94 años.

## Reconocimientosepónimos
Varios accidentes en el Ártico llevan su nombre, en particular en la isla Melville, donde la expedición de Parry realizó su primera invernada en 1819-20. En su honor se nombraron la península Sabine y el río Sabine. También existe un cabo Sabine en la costa oriental de la isla Ellesmere, en el estrecho de Nares, uno de los cabos que da inicio al tramo conocido como cuenca Foxe.
Una especie de pino californiana, el pino de Gray (Pinus sabineana) lleva su nombre, así como una especie de gaviota, la gaviota de Sabine (Larus sabini).
El cráter lunar Sabine fue nombrado en su honor. Se encuentra directamente junto al lugar de aterrizaje de la primera misión tripulada a la Luna, la tripulación del Apolo XI, en julio de 1969, en la región al sur del mar de la Tranquilidad.

## Obras de Sabine
Los artículos científicos publicados de Sabine están listados en el catálogo de la Soc. Real. de Londres, Catalogue of scientific papers (19v., Londres, 1867–1925; repr. Metuchen, N.J., 1968), V: 351–54; VIII: 805–6; XI: 251. Sus obras más destacadas son:
- An account of experiments to determine the figure of the earth, by means of the pendulum vibrating seconds in different latitudes... Londres, 1825
- On the cosmical features of terrestrial magnetism, being the Reade Lecture, delivered in the Senate House of the University of Cambridge, in May 1862. Londres, 1862
- «Remarks on the account of the late voyage of discovery to Baffin’s Bay, published by Captain J. Ross, R.N.» Londres, 1819
- «Terrestrial magnetism», en A manual of scientific enquiry; prepared for the use of her majesty’s navy: and adapted for travellers in general. Ed. J. F. W. Herschel. Londres, 1849, 14–53
- Apéndice en el libro de W. E. Parry, Journal of a voyage for the discovery of a north-west passage from the Atlantic to the Pacific; performed in the years 1819–20, in his majesty’s ships Hecla and Griper... Londres, 1821
- Suplemento al libro de Parry A supplement to the appendix of Captain Parry’s voyage for the discovery of a north-west passage, in the years 1819–20: containing an account of the subjects of natural history.  Londres, 1824

Como editor:
- Observations on days of unusual magnetic disturbance, made at the British colonial magnetic observatories, under the departments of the Ordnance and Admiralty. 1 vol. Londres, 1843–51
- 10 volúmenes de observaciones magnéticas en los observatorios, entre ellos tres de Toronto, Observations made at the magnetical and meteorological observatory at Toronto in Canada. 3 vols., Londres, 1845–57

También reunió los números de la revista publicada en el barco HMS Hecla: The North Georgia Gazette, and Winter Chronicle. Londres, 1821; 2.ª ed. 1822